# Phrynus palenque
Phrynus palenque är en spindeldjursart som beskrevs av Armas 1995. Phrynus palenque ingår i släktet Phrynus och familjen Phrynidae. Inga underarter finns listade i Catalogue of Life.